# Алікорто сизий
Аліко́рто сизий (Brachypteryx montana) — вид горобцеподібних птахів родини мухоловкових (Muscicapidae). Мешкає на островах Південно-Східної Азії. Виділяють низку підвидів.

## Підвиди
Виділяють одинадцять підвидів:
- B. m. sillimani Ripley & Rabor, 1962 — Палаван;
- B. m. poliogyna Ogilvie-Grant, 1895 — північ Лусону;
- B. m. andersoni Ripley & Rabor, 1967 — південь Лусону;
- B. m. mindorensis Hartert, E, 1916 — острів Міндоро;
- B. m. brunneiceps Ogilvie-Grant, 1896 — острови Негрос і Панай;
- B. m. malindangensis Mearns, 1909 — гора Малінданг[en] (Мінданао);
- B. m. mindanensis Mearns, 1905 — гора Апо (Мінданао);
- B. m. erythrogyna Sharpe, 1888 — північний Калімантан;
- B. m. saturata Salvadori, 1879 — Суматра;
- B. m. montana Horsfield, 1821 — Ява;
- B. m. floris Hartert, E, 1897 — острів Флорес.

Індигові, китайські і тайванські алікорто раніше вважалися підвидами сизого алікорто, однак були визнані окремими видами. 

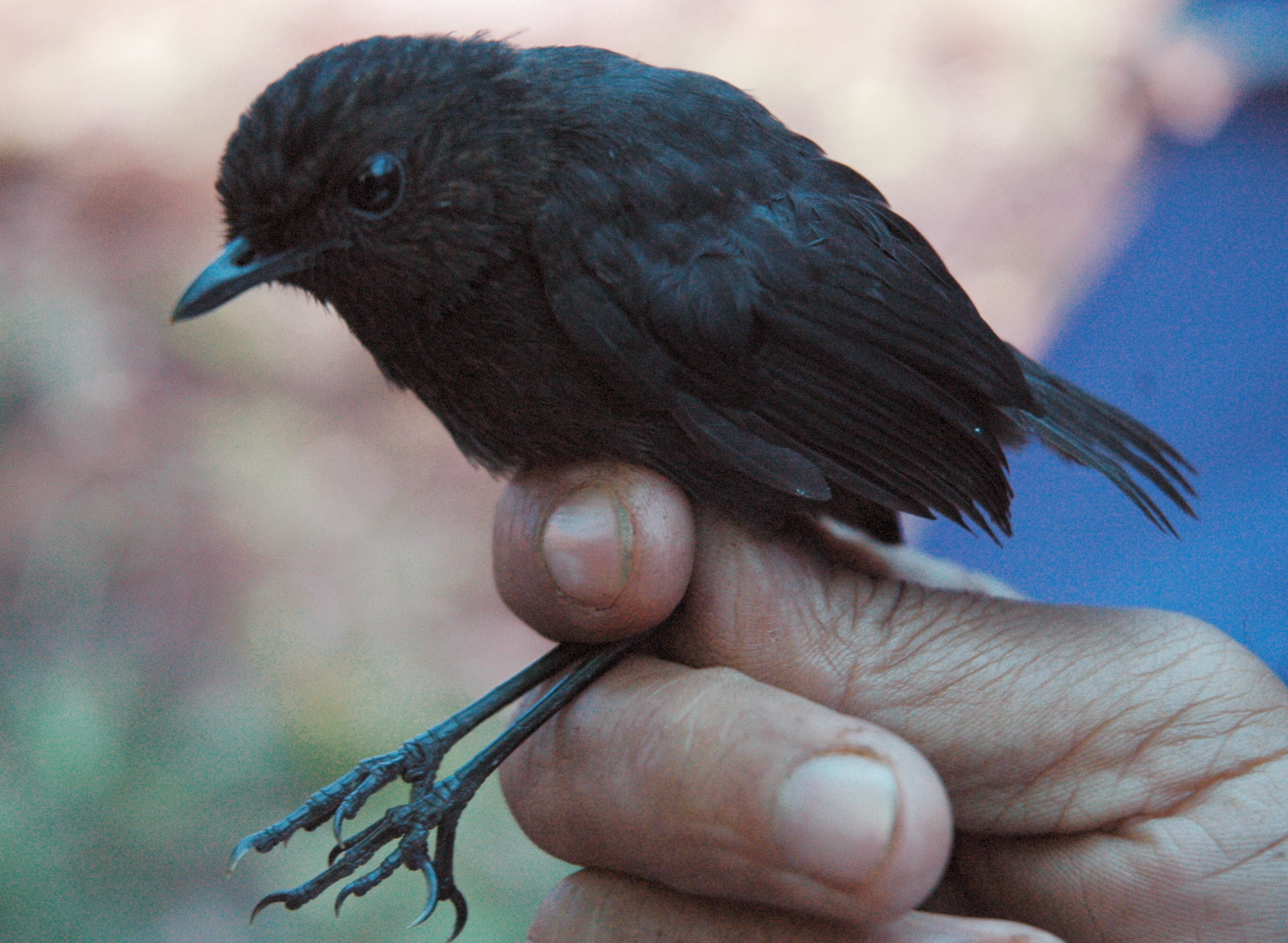
Молодий сизий алікорто

## Поширення і екологія
Сизі алікорто мешкають в Індонезії, Малайзії, Брунеї та на Філіппінах. Вони живуть в гірських і рівнинних вологих тропічних лісах та чагарникових заростях.